# Rochefort (cervesa)
Brasserie de Rochefort és una cerveseria belga que produeix tres cerveses sota el segell cervesa trapenca. La fàbrica està associada amb l'abadia de Rochefort, els orígens de la qual es remunten al segle xiii i els seus monjos porten elaborant cervesa des del segle xvi, sent la seva cervesa la principal font d'ingressos.

## Història

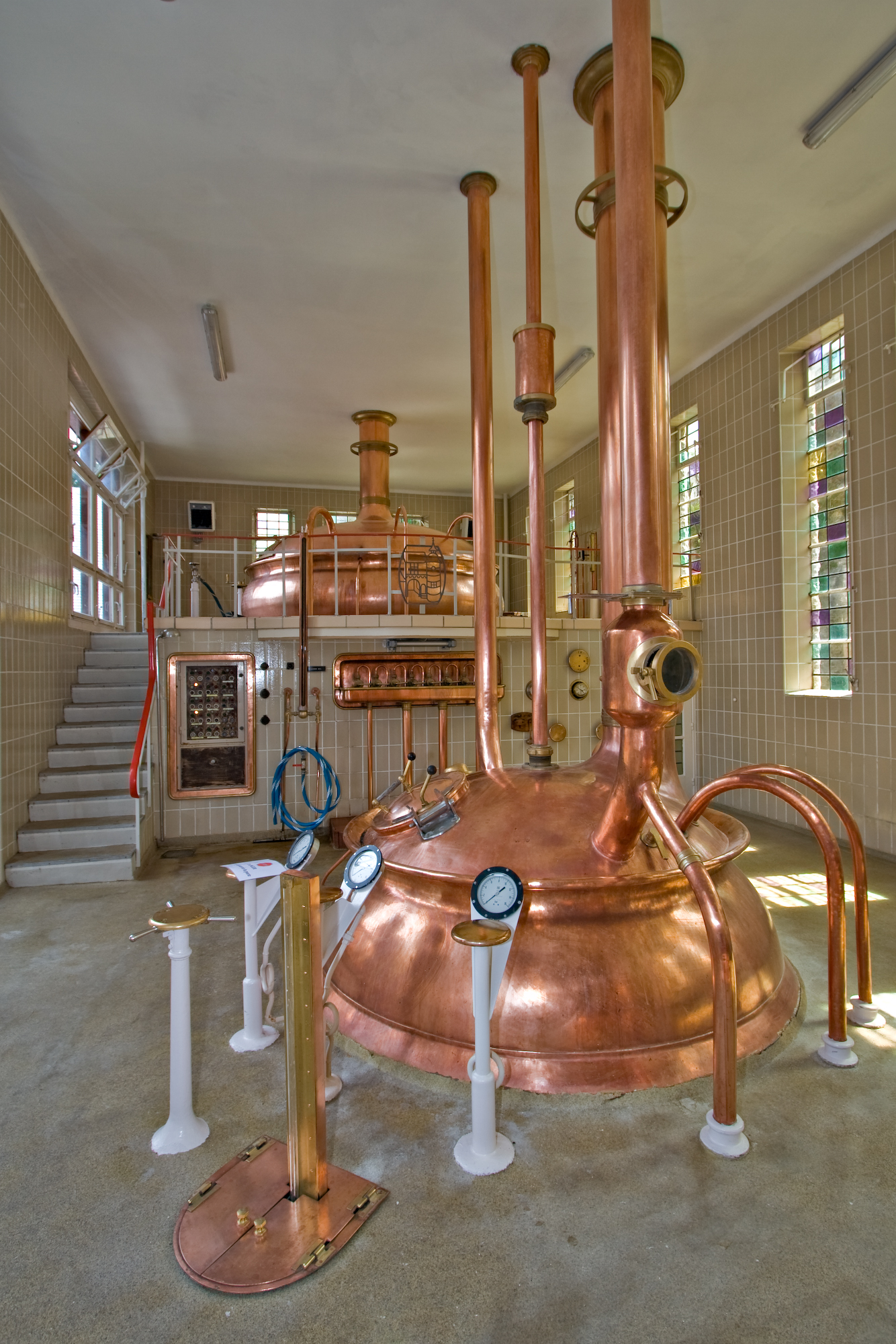
Tines de coure de la fàbrica de cervesa de Rochefort.

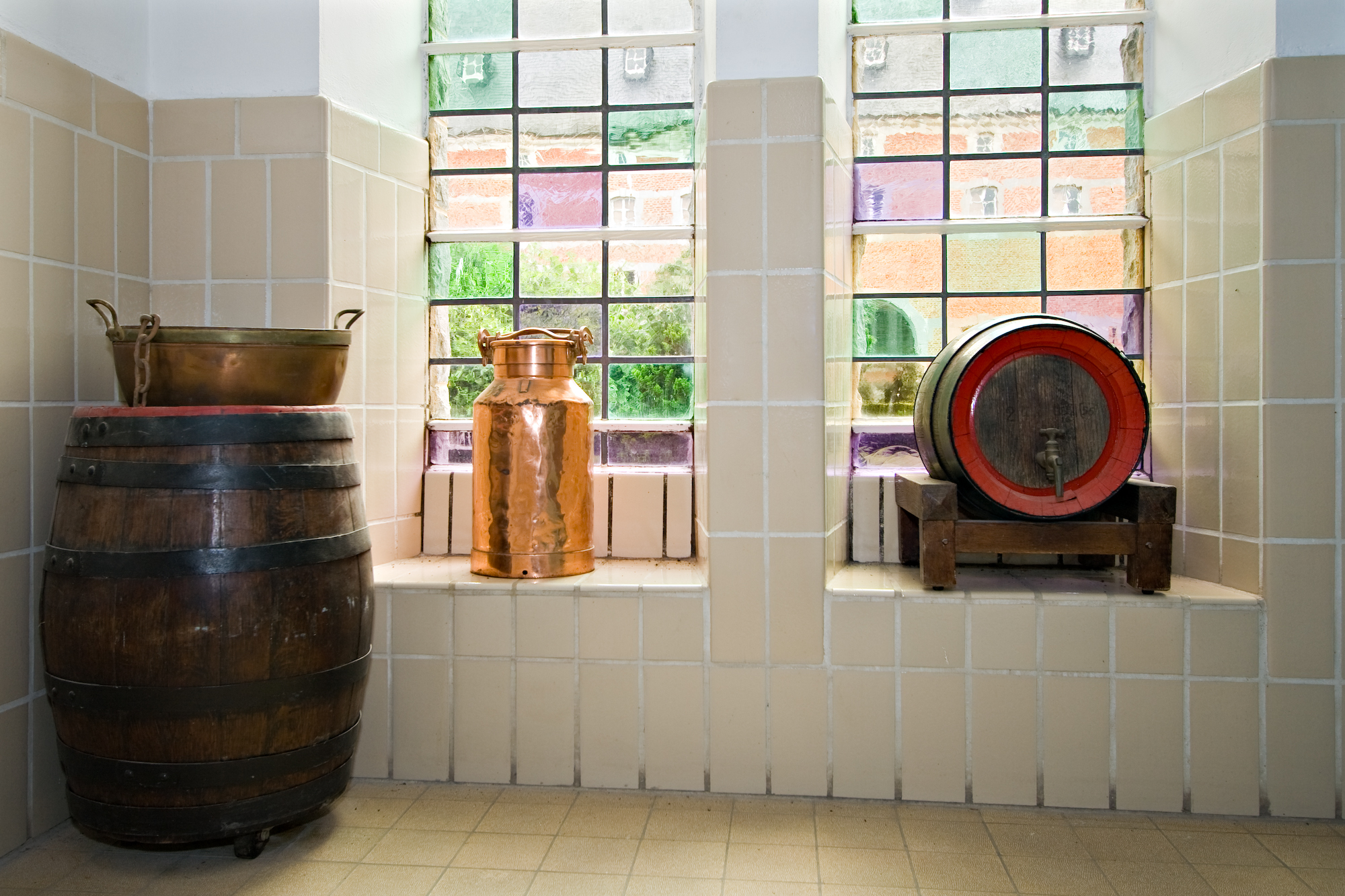
Utensilis de la fàbrica de cervesa de Rochefort.

### Antecedents
Unes monges van fundar l'abadia en 1230 amb el nom de Le Secour Notre-Dame i els monjos cistercencs ho van prendre en 1464. És potser llavors quan l'activitat cervesera va començar, encara que els registres més propers estan datats de 1595. La gran part dels arxius del monestir es van perdre a la Revolució francesa.

### Refundició
Victor Seny, un capellà que volia fundar una abadia per ser el seu abat, va reviure l'abadia de Saint-Rémy. Després d'adquirir les terres que una vegada van formar part del monestir, així com les restes dels edificis, va sol·licitar a dues abadies properes que li enviessin monjos per al seu nou monestir. Achel es va convertir en l'abadia mare de Rochefort. El Pare Anselm, prior del nou priorat, va venir d'Achel l'any 1887 amb predisposició a elaborar cervesa. Seny no va aconseguir ser l'abat, sinó que va viure com un monjo més.
L'Abadia de Notre-Dame de Saint-Rémy o Abadia de Rochefort situada als afores de la ciutat belga de Rochefort, a la zona de les Ardenes, té una història monàstica que es remunta gairebé vuit segles i una tradició cervesera d'un segle.
Quan la fabricació de cervesa va començar l'any 1899, els treballadors molien el malt en un molí accionat per aigua i la portaven a la cerveseria. Escalfaven les olles de bullit cremant llenya i la maceració emprava una set hores. Per regular la temperatura van construir un vagó sobre el qual es feia el foc i que podia col·locar-se i llevar-se de sota les tines a voluntat. Els monjos no buscaven produir cervesa per a la seva comercialització sinó una manera de complementar la seva dieta vegetariana.
La qualitat de la cervesa va millorar notablement quan van enviar al Pare Dominique a la Universitat Catòlica de Lovaina perquè aprengués sobre elaboració de cervesa. L'any 1910 els seus productes li van fer mereixedor d'un Grand Prix en una exhibició a Brussel·les. Aviat l'abadia va començar a embotellar i vendre cervesa, amb una producció aproximada de 350 hectolitres el 1920. No va ser fins al cap de la Segona Guerra Mundial que l'activitat generaria ingressos considerables.

### Actualitat
Avui dia, uns quinze monjos viuen a l'abadia de Rochefort, dels quals sis participen activament en el procés d'elaboració juntament amb sis empleats laics. Gràcies a l'obtingut de la fabricació de cervesa van poder construir una nova recepció i sales de reunions i la remodelació de l'antiga església.

## Primeres cerveses
Rochefort va modelar la seva primera cervesa a partir de la Patersvaatje d'Achel. L'abadia produïa dues cerveses, una cervesa de taula de baixa graduació per al consum monàstic i una cervesa forta, d'aproximadament 3.5% graus, per a la venda al públic. La graduació alcohòlica de la cervesa va variar, a causa que els alemanys van fixar un topall màxim d'alcohol quan van ocupar Bèlgica en les dues guerres mundials. La cerveseria va començar a elaborar un petit lot d'una cervesa de 5% per als malalts durant la Segona Guerra Mundial i va començar a vendre-la una vegada la contesa va acabar.
Quan Rochefort va haver de reconstruir l'abadia després de les destrosses de la Primera Guerra Mundial, Chimay va ajudar a instal·lar la nova fàbrica, però l'any 1950 l'antic monestir aliat es va convertir en un competidor comercial. Després d'una sèrie de millores introduïdes pel Pare Theodore, les cerveses de Chimay eren adquirides per sobre de les de Rochefort. Aquests li van demanar a Chimay que deixés de vendre prop del seu monestir, a la qual cosa Chimay es va negar, però a canvi es va oferir a ajudar-los a elaborar millors cerveses. Els següents dos anys, Jean De Clerck, un nou cerveser format a Chimay en la seva cerveseria de Scourmont, va implementar una sèrie de canvis i va introduir noves receptes. De Clerck es va centrar en les tècniques d'elaboració implementant proves micro-biològiques regulars i una millor higienització. Va insistir que s'allunyessin l'estable i la pila de fems de la cerveseria. També va modernitzar l'equipament de la fàbrica.
Els monjos van crear una nova cervesa forta anomenada Merveille i va millorar la producció de la cervesa de taula. Rochefort 10 va sorgir arran de la Merveille. Més endavant, l'any 1953, van començar a vendre Rochefort 6 i després van afegir Spéciale que passaria a anomenar-se Rochefort 8. Rochefort va cessar la producció de la cervesa que bevien els monjos l'any 1973, ja que no tenia sentit elaborar i embotellar per a una demanda tan reduïda. Les noves receptes es van inspirar en les de Chimay, que inicialment va proporcionar el cep de llevat, però aviat van adoptar el seu propi caràcter.
L'aigua utilitzada per fer cervesa s'extreu d'un pou situat dins dels murs del monestir. La cervesa Rochefort s'elabora amb malts tipus pilsner i Múnich i llúpols Hallertau i Golding en pellets. Se li afegeix sucre, tant blanc com a bru, i coriandre juntament amb l'última addició de llúpol al most. Antigament empraven llúpol en flor i ho molien, ja que era més fàcil de filtrar posteriorment.

## Gamma actual
- Rochefort 6 (xapa vermella, torrada, 7.5% alc. vol.). De color vermellós, és elaborada una vegada a l'any, i suposa aproximadament només un 1% de la producció total de cervesa. Rochefort 6 és la cervesa més antiga de les fabricades per Rochefort. Era una cervesa destinada als malalts i ferits de la Segona Guerra Mundial, i quan aquesta va acabar van començar a comercialitzar-la. Les vendes van augmentar tant que van haver d'adquirir un camió de repartiment.[2] Fins a l'any 1958 va ser l'única cervesa Rochefort embotellada tant en ampolles de 33 com de 75 cl. Té una forta aroma a malt i és lleugerament amarga.[2]
- Rochefort 8 (xapa verda, torrada, 9.2% alc. vol.). De color marró, amb un sabor més afruitat i amb una sequedat mitjana en boca. Aquesta varietat és la cervesa més produïda. El seu origen es remunta a l'any 1955. Originalment aquesta cervesa s'elaborava per a Any Nou. A causa de l'èxit d'aquesta cervesa, cap a 1960 els monjos van decidir elaborar-la de manera regular.[2]
- Rochefort 10 (xapa blava, cervesa negra, 11.3% alc. vol.). De color marró ocre, és la cervesa més potent de les tres. Per aconseguir tan alt grau alcohòlic es precisa l'addició de sucre candi. Té aromes fumades, a fruita madura, fruita seca i xocolata negra. En boca predomina el caramel, xocolata, fruita madura (figues, panses i fins i tot anís)[6] accentuada pels llúpols.

Rochefort va ser un dels sis membres fundadors l'any 1997 de l'Associació Internacional Trapenca —juntament amb Chimay, Orval, Achel, La Trappe i Westvleteren— que atorga el segell de qualitat «Authentic Trappist Product». Les seves tres varietats expliquen aquesta certificació.